# Етивал (Јура)
Етивал (фр. Etival) је насељено место у Француској у региону Франш-Конте, у департману Јура.
По подацима из 2011. године у општини је живело 320 становника, а густина насељености је износила 23,14 становника/km².

## Демографија
| 1962. | 1968. | 1975. | 1982. | 1990. | 2011. |
| ----- | ----- | ----- | ----- | ----- | ----- |
| 416   | 429   | 395   | 351   | 307   | 320   |